# 河东街道 (衡水市)
河东街道，是中华人民共和国河北省衡水市桃城区下辖的一个乡镇级行政单位。

## 行政区划
河东街道下辖以下地区：
桥东社区、南门外社区、城东社区、京大社区、老白干社区、农场社区、三徐庄社区、集贤社区、北门口社区、南门口社区、西门口社区、王家庄社区、东隆庆村、北仁街村、阜丰村、东明街村、南华村、干马村、石家庄村、东门口村、程家庄村、郭家庄村、周通村、前野营村、小西野营村和大西野营村。